# 広島県第1区
広島県第1区（ひろしまけんだい1く）は、日本の衆議院議員総選挙における選挙区。1994年（平成6年）の公職選挙法改正で設置。

## 区域

### 現在の区域
2022年（令和4年）公職選挙法改正以降の区域は以下のとおりである。4区から安芸郡の3町が編入された。
- 広島市
  - 中区
  - 東区
  - 南区
- 安芸郡
  - 府中町
  - 海田町
  - 坂町

### 2022年以前の区域
1994年（平成6年）公職選挙法改正から2022年の小選挙区改定までの区域は以下のとおりである。
- 広島市
  - 中区
  - 東区
  - 南区

## 歴史
第1次安倍改造内閣・福田康夫内閣で内閣府特命担当大臣を、第2次安倍内閣で外務大臣・防衛大臣を歴任した第100・101代内閣総理大臣の岸田文雄が祖父の代から3代続く強固な地盤を背景に連勝している。このため民主党など自民党以外の党が議席を獲得する傾向が多い1区であり、なおかつ政令指定都市である都市型選挙区としては珍しく、これまで自民党以外は小選挙区の議席を獲得したことがない保守王国であり、典型的な無風区となっている。
2009年の第45回衆議院議員総選挙では自民党に猛烈な逆風が吹き荒れ、民主党の菅川洋が岸田を猛追したが、約8千票差で岸田が菅川を下した。菅川も比例復活で議席を獲得した。広島1区から自民党以外の政党に所属する議員が議席を獲得したのは今回が唯一である。ちなみに、この総選挙においては岸田は広島県内で唯一小選挙区によって当選した自由民主党の公認候補であり、NHKの選挙速報で最後に小選挙区での当選が確実になった。
2012年の第46回衆議院議員総選挙以降は岸田が対立候補に比例復活すら許さない状況で連勝し続けている。尚、第46回衆議院議員総選挙を巡っては、一票の格差が問われた訴訟で、2013年3月25日、広島2区と共に国政選挙に関して戦後初の選挙無効判決が広島高等裁判所から下された。同月29日に最高裁に上告した。その後同年11月20日に最高裁判所の大法廷は、一票の格差が是正されない状態で選挙が行われた問題については「違憲状態」としながらも、選挙自体は有効であるとする判決を下し無効判決が下った広島2区や岡山2区とともに選挙無効は免れた。
岸田は2021年の自民党総裁選で当選し、広島県からは宮澤喜一以来の自民党総裁・内閣総理大臣、そして現行の小選挙区制度で初となる1区選出の総理となった。岸田が総理となって最初の選挙となった第49回衆議院議員総選挙では、全対立候補を供託金没収点に追い込むほどの圧倒的な票数を得て中選挙区制時代も含め自身最多の得票数で当選した。これは2021年11月現在、衆議院選挙において過去4番目に小さい惜敗率であった（ただし、本選挙における最多得票率は鳥取1区の石破茂である）。

## 小選挙区選出議員
| 選挙名                 | 年     | 当選者   | 党派       |
| ---------------------- | ------ | -------- | ---------- |
| 第41回衆議院議員総選挙 | 1996年 | 岸田文雄 | 自由民主党 |
| 第42回衆議院議員総選挙 | 2000年 | 岸田文雄 | 自由民主党 |
| 第43回衆議院議員総選挙 | 2003年 | 岸田文雄 | 自由民主党 |
| 第44回衆議院議員総選挙 | 2005年 | 岸田文雄 | 自由民主党 |
| 第45回衆議院議員総選挙 | 2009年 | 岸田文雄 | 自由民主党 |
| 第46回衆議院議員総選挙 | 2012年 | 岸田文雄 | 自由民主党 |
| 第47回衆議院議員総選挙 | 2014年 | 岸田文雄 | 自由民主党 |
| 第48回衆議院議員総選挙 | 2017年 | 岸田文雄 | 自由民主党 |
| 第49回衆議院議員総選挙 | 2021年 | 岸田文雄 | 自由民主党 |
| 第50回衆議院議員総選挙 | 2024年 | 岸田文雄 | 自由民主党 |

## 選挙結果
時の内閣：第1次石破内閣 解散日：2024年10月9日 公示日：2024年10月15日
当日有権者数：40万7675人 最終投票率：48.43%（前回比：1.65%） （全国投票率：53.85%（2.08%））
| 当落 | 候補者名 | 年齢 | 所属党派     | 新旧 | 得票数    | 得票率 | 惜敗率 | 推薦・支持 | 重複 |
| ---- | -------- | ---- | ------------ | ---- | --------- | ------ | ------ | ---------- | ---- |
| 当   | 岸田文雄 | 67   | 自由民主党   | 前   | 100,740票 | 52.39% | ――     | 公明党推薦 |      |
|      | 平本浩一 | 58   | 立憲民主党   | 新   | 46,493票  | 24.18% | 46.15% |            | ○    |
|      | 山田肇   | 35   | 日本維新の会 | 新   | 26,849票  | 13.96% | 26.65% |            | ○    |
|      | 中原剛   | 68   | 日本共産党   | 新   | 12,225票  | 6.36%  | 12.14% |            |      |
|      | 産原稔文 | 57   | 無所属       | 新   | 5,995票   | 3.12%  | 5.95%  |            | ×    |

時の内閣：第1次岸田内閣 解散日：2021年10月14日 公示日：2021年10月19日
当日有権者数：33万2001人 最終投票率：50.81%（前回比：5.08%） （全国投票率：55.93%（2.25%））
| 当落 | 候補者名 | 年齢 | 所属党派   | 新旧 | 得票数    | 得票率 | 惜敗率 | 推薦・支持 | 重複 |
| ---- | -------- | ---- | ---------- | ---- | --------- | ------ | ------ | ---------- | ---- |
| 当   | 岸田文雄 | 64   | 自由民主党 | 前   | 133,704票 | 80.67% | ――     | 公明党推薦 |      |
|      | 有田優子 | 51   | 社会民主党 | 新   | 15,904票  | 9.60%  | 11.89% |            | ○    |
|      | 大西理   | 55   | 日本共産党 | 新   | 14,508票  | 8.75%  | 10.85% |            |      |
|      | 上出圭一 | 65   | 日本成功党 | 新   | 1,630票   | 0.98%  | 1.22%  |            |      |

- 有田は2023年広島市議会議員選挙（南区選挙区）に立候補し当選。
- 大西は2023年広島市議会議員選挙（中区選挙区）に立候補し当選。

時の内閣：第3次安倍第3次改造内閣 解散日：2017年9月28日 公示日：2017年10月10日
当日有権者数：32万8214人 最終投票率：45.73%（前回比：1.57%） （全国投票率：53.68%（1.02%））
| 当落 | 候補者名 | 年齢 | 所属党派   | 新旧 | 得票数    | 得票率 | 惜敗率 | 推薦・支持 | 重複 |
| ---- | -------- | ---- | ---------- | ---- | --------- | ------ | ------ | ---------- | ---- |
| 当   | 岸田文雄 | 60   | 自由民主党 | 前   | 113,239票 | 77.96% | ――     | 公明党推薦 | ○    |
|      | 大西理   | 51   | 日本共産党 | 新   | 32,011票  | 22.04% | 28.27% |            |      |

時の内閣：第2次安倍改造内閣 解散日：2014年11月21日 公示日：2014年12月2日
当日有権者数：31万7223人 最終投票率：47.30%（前回比：6.23%） （全国投票率：52.66%（6.66%））
| 当落 | 候補者名 | 年齢 | 所属党派   | 新旧 | 得票数   | 得票率 | 惜敗率 | 推薦・支持 | 重複 |
| ---- | -------- | ---- | ---------- | ---- | -------- | ------ | ------ | ---------- | ---- |
| 当   | 岸田文雄 | 57   | 自由民主党 | 前   | 96,236票 | 65.73% | ――     | 公明党推薦 | ○    |
|      | 白坂理香 | 48   | 維新の党   | 新   | 25,452票 | 17.38% | 26.45% |            | ○    |
|      | 大西理   | 48   | 日本共産党 | 新   | 18,737票 | 12.80% | 19.47% |            |      |
|      | 伊藤真二 | 47   | 次世代の党 | 新   | 5,986票  | 4.09%  | 6.22%  |            | ○    |

時の内閣：野田第3次改造内閣 解散日：2012年11月16日 公示日：2012年12月4日
当日有権者数：31万4600人 最終投票率：53.53%（前回比：12.1%） （全国投票率：59.32%（9.96%））
| 当落 | 候補者名 | 年齢 | 所属党派     | 新旧 | 得票数    | 得票率 | 惜敗率 | 推薦・支持 | 重複 |
| ---- | -------- | ---- | ------------ | ---- | --------- | ------ | ------ | ---------- | ---- |
| 当   | 岸田文雄 | 55   | 自由民主党   | 前   | 103,689票 | 63.51% | ――     | 公明党推薦 | ○    |
|      | 野中幸市 | 49   | 民主党       | 新   | 25,429票  | 15.58% | 24.52% |            | ○    |
|      | 菅川洋   | 44   | 日本未来の党 | 前   | 21,698票  | 13.29% | 20.93% |            | ○    |
|      | 大西理   | 46   | 日本共産党   | 新   | 12,444票  | 7.62%  | 12.00% |            |      |

- 野中は2010年天草市長選挙に立候補したが、落選。第48回は希望の党比例近畿ブロック単独で立候補したが、落選。2019年大磯町議会議員選挙、2022年大磯町長選挙に無所属で立候補したが、ともに落選。

時の内閣：麻生内閣 解散日：2009年7月21日 公示日：2009年8月18日
当日有権者数：31万1170人 最終投票率：65.63% （全国投票率：69.28%（1.77%））
| 当落 | 候補者名 | 年齢 | 所属党派   | 新旧 | 得票数   | 得票率 | 惜敗率 | 推薦・支持 | 重複 |
| ---- | -------- | ---- | ---------- | ---- | -------- | ------ | ------ | ---------- | ---- |
| 当   | 岸田文雄 | 52   | 自由民主党 | 前   | 95,475票 | 47.34% | ――     |            | ○    |
| 比当 | 菅川洋   | 40   | 民主党     | 新   | 87,557票 | 43.41% | 91.71% |            | ○    |
|      | 藤本聡志 | 54   | 日本共産党 | 新   | 8,945票  | 4.43%  | 9.37%  |            |      |
|      | 上村好輝 | 49   | 社会民主党 | 新   | 5,438票  | 2.70%  | 5.70%  |            | ○    |
|      | 中村文則 | 57   | 無所属     | 新   | 2,889票  | 1.43%  | 3.03%  |            | ×    |
|      | 山本浩徳 | 47   | 幸福実現党 | 新   | 1,393票  | 0.69%  | 1.46%  |            |      |

時の内閣：第2次小泉改造内閣 解散日：2005年8月8日 公示日：2005年8月30日 （全国投票率：67.51%（7.65%））
| 当落 | 候補者名 | 年齢 | 所属党派   | 新旧 | 得票数    | 得票率 | 惜敗率 | 推薦・支持 | 重複 |
| ---- | -------- | ---- | ---------- | ---- | --------- | ------ | ------ | ---------- | ---- |
| 当   | 岸田文雄 | 48   | 自由民主党 | 前   | 107,239票 | 57.29% | ――     |            | ○    |
|      | 菅川洋   | 36   | 民主党     | 新   | 58,946票  | 31.49% | 54.97% |            | ○    |
|      | 長妻亮   | 28   | 日本共産党 | 新   | 10,698票  | 5.71%  | 9.98%  |            |      |
|      | 上村好輝 | 45   | 社会民主党 | 新   | 10,313票  | 5.51%  | 9.62%  |            | ○    |

時の内閣：第1次小泉第2次改造内閣 解散日：2003年10月10日 公示日：2003年10月28日 （全国投票率：59.86%（2.63%））
| 当落 | 候補者名 | 年齢 | 所属党派   | 新旧 | 得票数   | 得票率 | 惜敗率 | 推薦・支持 | 重複 |
| ---- | -------- | ---- | ---------- | ---- | -------- | ------ | ------ | ---------- | ---- |
| 当   | 岸田文雄 | 46   | 自由民主党 | 前   | 84,292票 | 55.52% | ――     |            | ○    |
|      | 柿沼正明 | 38   | 民主党     | 新   | 56,072票 | 36.93% | 66.52% |            | ○    |
|      | 次石曜子 | 47   | 日本共産党 | 新   | 11,463票 | 7.55%  | 13.60% |            |      |

- 柿沼は第44回以降、群馬3区に国替えし第45回で初当選。

時の内閣：第1次森内閣 解散日：2000年6月2日 公示日：2000年6月13日 （全国投票率：62.49%（2.84%））
| 当落 | 候補者名   | 年齢 | 所属党派   | 新旧 | 得票数   | 得票率 | 惜敗率 | 推薦・支持 | 重複 |
| ---- | ---------- | ---- | ---------- | ---- | -------- | ------ | ------ | ---------- | ---- |
| 当   | 岸田文雄   | 42   | 自由民主党 | 前   | 85,482票 | 55.14% | ――     |            | ○    |
|      | 西尾政英   | 39   | 民主党     | 新   | 49,765票 | 32.10% | 58.22% |            | ○    |
|      | 二階堂洋史 | 50   | 日本共産党 | 新   | 19,778票 | 12.76% | 23.14% |            |      |

- 西尾は第25回参議院議員通常選挙に旧国民民主党公認で富山県選挙区から立候補したが、落選。

時の内閣：第1次橋本内閣 解散日：1996年9月27日 公示日：1996年10月8日 （全国投票率：59.65%（8.11%））
| 当落 | 候補者名 | 年齢 | 所属党派   | 新旧 | 得票数   | 得票率 | 惜敗率 | 推薦・支持 | 重複 |
| ---- | -------- | ---- | ---------- | ---- | -------- | ------ | ------ | ---------- | ---- |
| 当   | 岸田文雄 | 39   | 自由民主党 | 前   | 64,709票 | 44.06% | ――     |            | ○    |
|      | 中原好治 | 33   | 新進党     | 新   | 42,108票 | 28.67% | 65.07% |            |      |
|      | 松坂知恒 | 37   | 社会民主党 | 新   | 12,301票 | 8.38%  | 19.01% |            | ○    |
|      | 平野光徳 | 44   | 日本共産党 | 新   | 11,128票 | 7.58%  | 17.20% |            |      |
|      | 堀間禎子 | 51   | 民主党     | 新   | 9,746票  | 6.64%  | 15.06% |            | ○    |
|      | 信井裕子 | 30   | 新社会党   | 新   | 5,930票  | 4.04%  | 9.16%  |            | ○    |
|      | 新本均   | 46   | 無所属     | 新   | 939票    | 0.64%  | 1.45%  |            | ×    |